# Видевдат
«Видевдат» (Видэвдад), или «Вендида́д» («закон против дэвов»), — одна из четырёх частей священной книги древних иранцев «Авеста». Принадлежит к более поздним частям и содержит преимущественно обрядовые предписания. Состоит из 22 глав (фрагардов).

## Содержание
Первая глава содержит географические сведения. Изначальной землей была Аирьяна Ваэджо, которая впоследствии стала непригодной из-за продолжительной зимы (ср. Глобальное похолодание 6200 лет до н. э.). Затем перечисляется согдийская Гава, Моуру, бактрийская Бахди, Нисая, Харая, Ваэкерета, Урва, Хнента, Харахваити, Хаэтумант, Рага, Чахра, Варэна, Хапта-Хенда (Семиречье), страна в истоках Рангхи. Все эти земли были испорчены злым духом.
Вторая глава посвящена Йиме сыне Вивахванта, который был первым пророком Ахура-Мазды (до Заратустры) и праведно правил 1800 лет, постепенно распространяя свою власть на юг. Вызовом царства Йимы является похолодание, от которого тот пытается избавиться с помощью Вары (убежища). 20 глава посвящена первому целителю Трите.
Видэвдад запрещает хоронить трупы в земле и сжигать их (8:74). Мертвецов предписывается оставлять на съедение птицам (дахма). Утверждается польза земледелия («Росток появился, а дэвы обмерли» — 3:32). Данный текст осуждает аскетизм (4:47), превозносит богатство, семейную жизнь и мясоедение (4:47). Траур предписывается совершать 30 дней по праведнику и 60 по грешнику (12:1).
Особым почитанием Авеста окружает петухов (птица Пародарш — 18:15), сов (птица Ашо-зушта — 17:9), собак, выдр и ежей (вангхапар) — «колючих собак с острой мордочкой» (13:2). Вместе с тем, помимо почитаемых животных Авеста знает и нечистых животных (храфстр): змеи, кошки, жабы, муравьи, черви, мухи (14:5-6).
В 19 главе перечисляются имена дэвов: Индра-дэв, Сауру-дэв, Нангхаити-дэв, Таурви и Заири, Аэшма, Акаташа-дэв (43 стих).